# Еспаділья
Еспаділья, Еспаделья (ісп. Espadilla (офіційна назва), валенс. Espadella) — муніципалітет в Іспанії, у складі автономної спільноти Валенсія, у провінції Кастельйон. Населення — 85 осіб (2010).

## Географія
Муніципалітет розташований на відстані близько 290 км на схід від Мадрида, 27 км на захід від міста Кастельйон-де-ла-Плана.

## Демографія
Динаміка населення (INE ):

## Галерея зображень

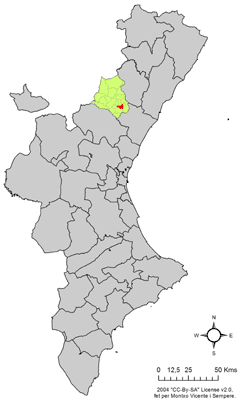
Розташування муніципалітету Еспаділья у автономній спільноті Валенсія
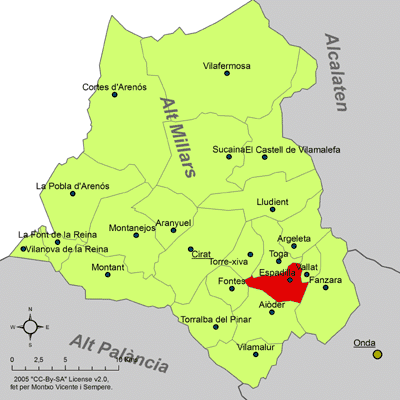
Розташування муніципалітету Еспаділья у комарці Альто-Міхарес
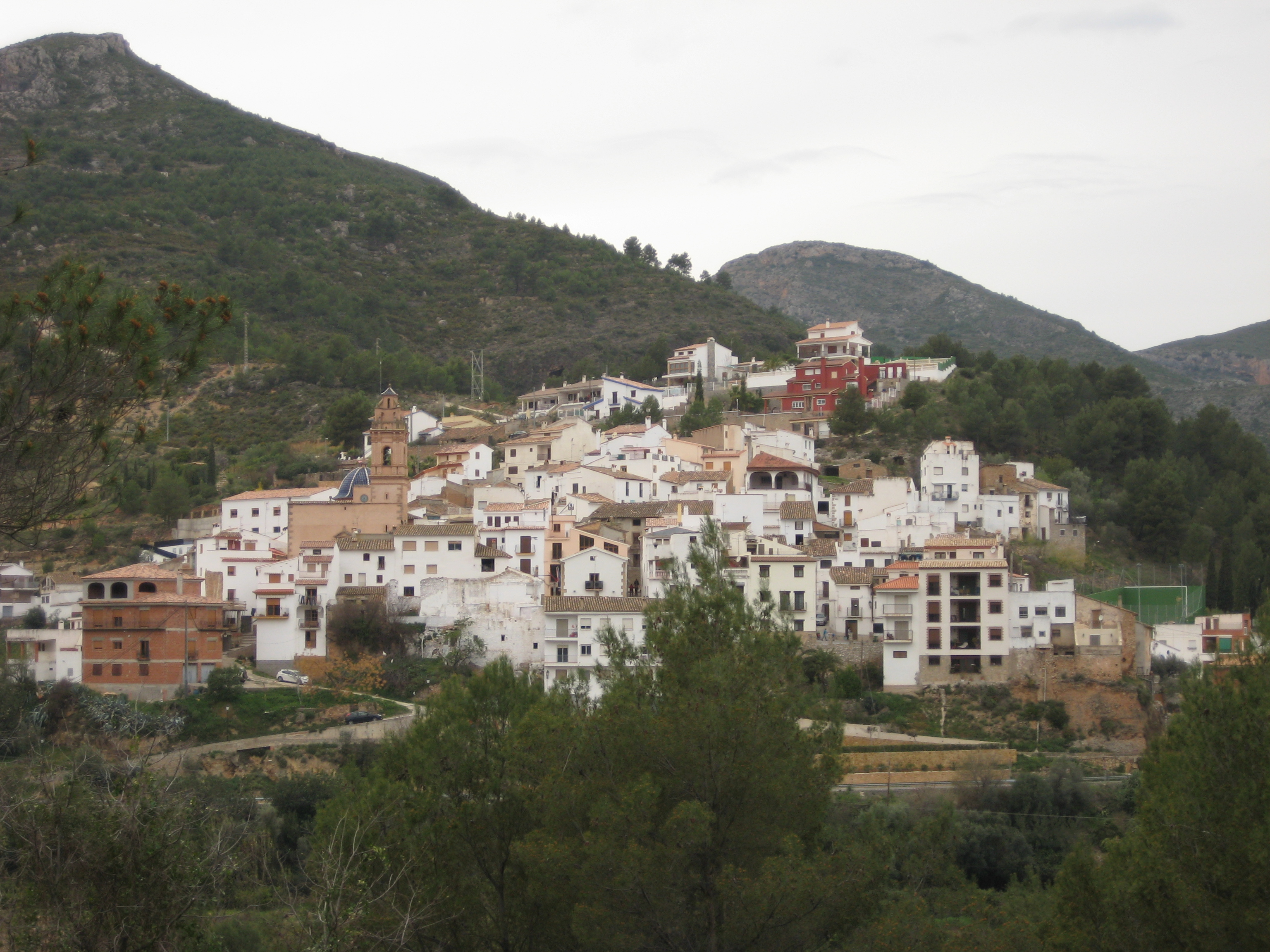
Панорама
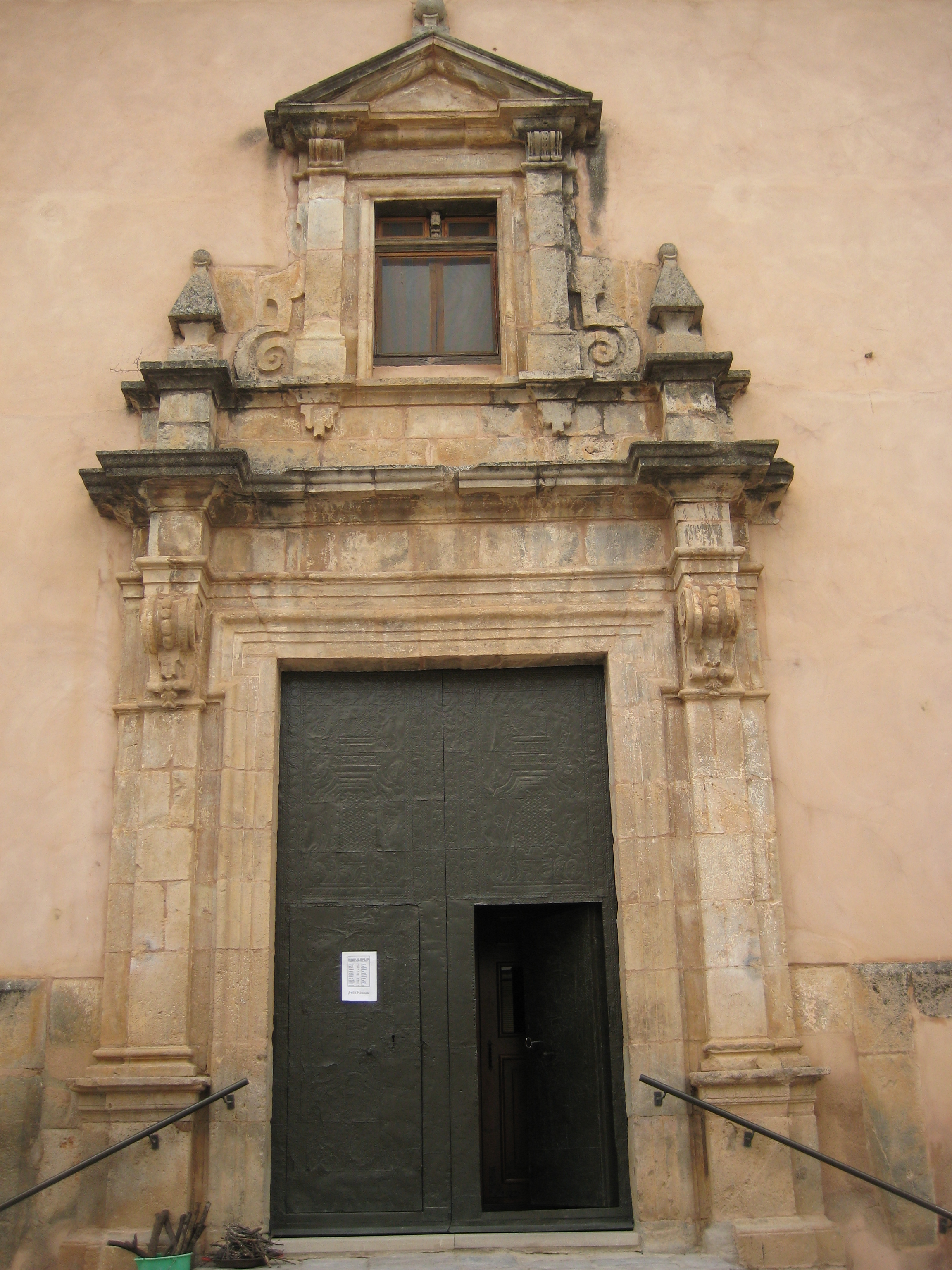
Церква Сан-Хуан-Баутіста
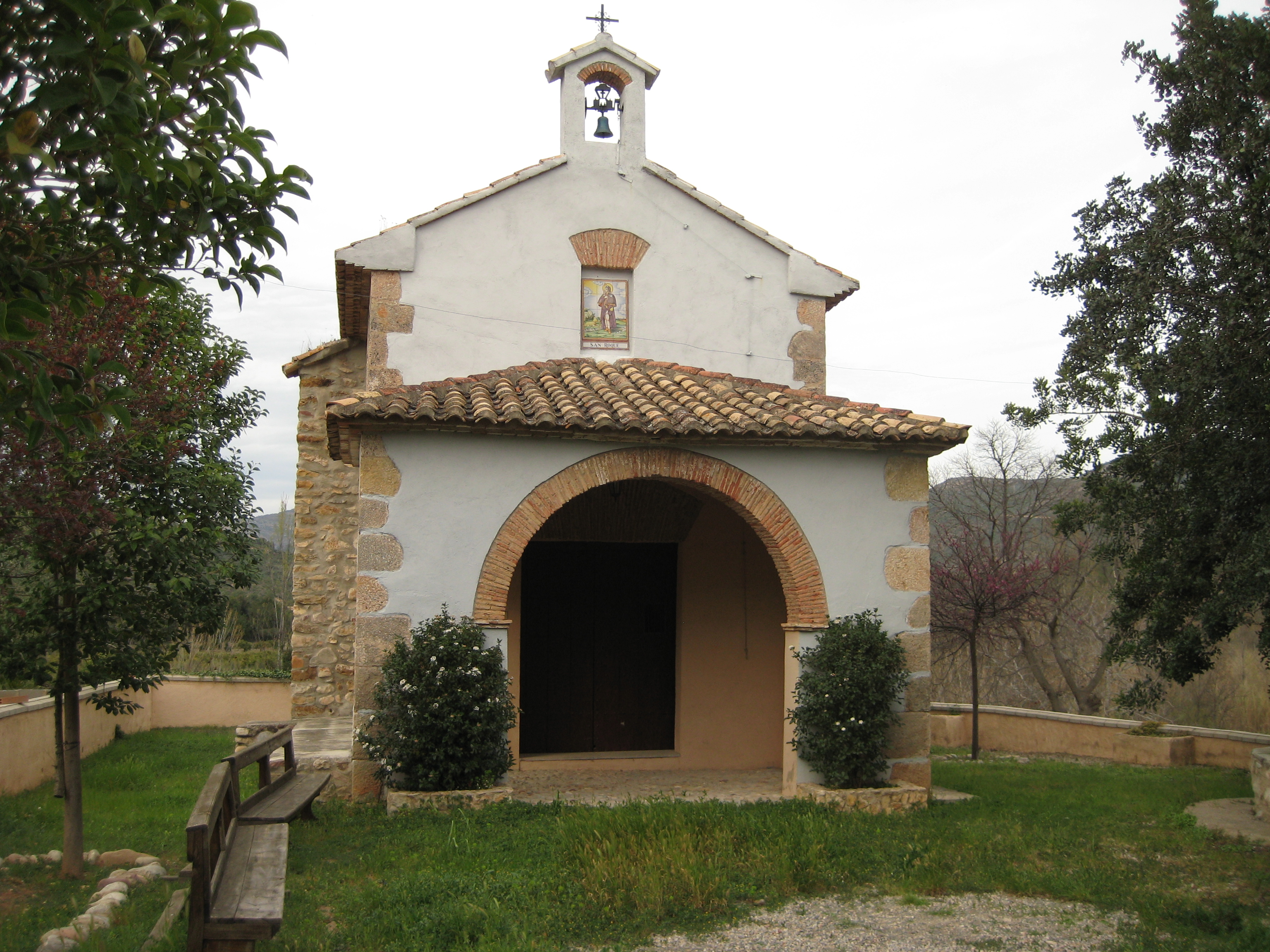
Каплиця Сан-Роке
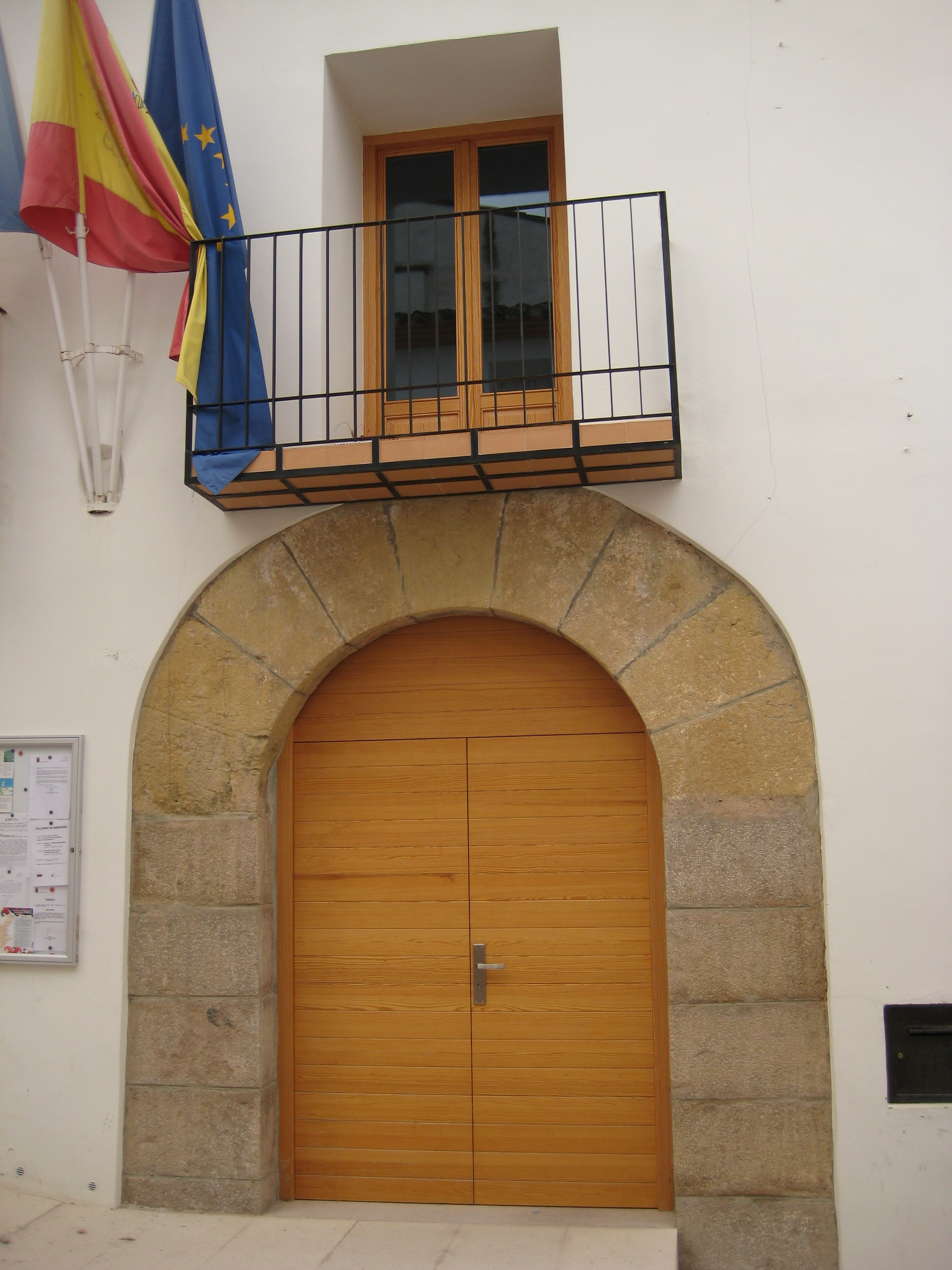
Муніципальна рада